# Южноокеанийские языки
Южноокеанийские языки — группа океанийских языков, которая распространена на территориях Вануату и Новой Каледонии. Эта классификация была предложена Россом, Линчем и Кроулем в 2002 году и подтверждается последующим анализом. Они подозревают, что эти языки являются языковым комплексом, а не просто семьёй.

## Состав
Группа языков, предложенная Россом, Линчем и Кроули, расположена следующим образом:
- Северновануатский языковой комплекс
- Ядерный южноокеанийский языковой комплекс
  - Центральновануатский языковой комплекс
  - Южный эфате — южномеланезийский языковой комплекс
    - Сеть диалектов языка южный эфате
    - Южномеланезийская семья
      - Южновануатская семья
      - Новокаледонская семья
        - Новокаледонский языковой комплекс
        - Языковая семья островов Луайоте